# 圣玛丽亚-迪阿维奥苏
圣玛丽亚-迪阿维奥苏是葡萄牙波尔图区的一个堂区。总面积4.64平方公里，总人口3360人，人口密度724.1人/平方公里。